# Терпилівська сільська рада
Терпи́лівська сільська́ ра́да — адміністративно-територіальна одиниця та орган місцевого самоврядування в Підволочиському районі Тернопільської області. Адміністративний центр — село Терпилівка.

## Загальні відомості
- Територія ради: 4,944 км²
- Населення ради: 816 осіб (станом на 2001 рік)

## Населені пункти
Сільській раді підпорядковані населені пункти:
- с. Терпилівка
- с. Гущанки
- с. Лозівка
- с. Ободівка

## Склад ради
Рада складається з 15 депутатів та голови.
- Голова ради: Ставінога Олег Ярославович
- Секретар ради: Готович Любов Романівна

### Керівний склад попередніх скликань
| Прізвище, ім'я, по батькові | Основні відомості                                                               | Дата обрання | Дата звільнення |
| --------------------------- | ------------------------------------------------------------------------------- | ------------ | --------------- |
| Бомба Богдан Григорович     | Сільський голова, 1946 року народження, безпартійний                            | 26.03.2006   | 07.02.2007      |
| Рудик Василь Богданович     | Сільський голова, 1957 року народження, освіта середня спеціальна, безпартійний | 31.10.2010   | 23.08.2013      |
| Ставінога Олег Ярославович  | Сільський голова, 1963 року народження, освіта вища, безпартійний               | 25.05.2014   |                 |

Примітка: таблиця складена за даними сайту Верховної Ради України

### Депутати
За результатами місцевих виборів 2010 року депутатами ради стали:

#### За суб'єктами висування
| Суб'єкт висування | Кількість обраних депутатів | %   |
| ----------------- | --------------------------- | --- |
| Самовисування     | 15                          | 100 |

#### За округами
| № округу | Прізвище, ім'я, по батькові      | Дата визнання обраним | Освіта             | Партійна приналежність | Відомості про обраного депутата          |
| -------- | -------------------------------- | --------------------- | ------------------ | ---------------------- | ---------------------------------------- |
| 1        | Зубик Богданна Петрівна          | 05.11.2010            | вища               | позапартійна           | КП Скориківське, директор                |
| 2        | Грім Ігор Степанович             | 05.11.2010            | середня спеціальна | позапартійний          | Сільська рада, спеціаліст                |
| 3        | Крамар Василь Богданович         | 05.11.2010            | середня спеціальна | позапартійний          | ТОВ Агрорось, механізатор                |
| 4        | Смолинець Ганна Павлівна         | 05.11.2010            | вища               | позапартійна           | Лозівська загальноосвітня школа, вчитель |
| 5        | Лободець Надія Орестівна         | 05.11.2010            | вища               | позапартійна           | Лозівська загальноосвітня школа, вчитель |
| 6        | Ванькірний Богдан Іванович       | 05.11.2010            | середня спеціальна | позапартійний          | пенсіонер                                |
| 7        | Попович Володимир Ігорович       | 05.11.2010            | середня спеціальна | позапартійний          | Підвол. УЕГГ, слюсар                     |
| 8        | Крамар Богдан Ярославович        | 05.11.2010            | середня спеціальна | позапартійний          | ТОВ Агрорось, механізатор                |
| 9        | Готович Люба Романівна           | 05.11.2010            | вища               | позапартійна           | Сільська рада, секретар                  |
| 10       | Сенюк Михайло Петрович           | 05.11.2010            | вища               | позапартійний          | Агент по ідентиф.тварин                  |
| 11       | Слободян Назар Андрійович        | 05.11.2010            | середня            | позапартійний          | ТзОВ Галілея, різноробочий               |
| 12       | Гапій Богдан Орестович           | 05.11.2010            | вища               | позапартійний          | тимчасово не працює                      |
| 13       | Брохівський Андрій Володимирович | 05.11.2010            | середня спеціальна | позапартійний          | ТОВ Агрорось, механізатор                |
| 14       | Каторож Олег Васильович          | 05.11.2010            | середня спеціальна | позапартійний          | ТОВ Агрорось, механізатор                |
| 15       | Крамар Наталя Богданівна         | 05.11.2010            | вища               | позапартійна           | ТОВ Агрорось, прибиральниця              |